# Terremoto de Haicheng de 1975
El Terremoto de Haicheng de 1975 afectó a Haicheng, Liaoning, ciudad china a las 19:36 hora de Pekín del 4 de febrero de 1975. Este terremoto tuvo una magnitud de 7,0, la que se asocia a una destrucción total de infraestructura y la propiedad. Haicheng tenía aproximadamente un millón de habitantes al momento del terremoto, que alcanzó fama por haber sido uno de los pocos sismos históricos para los que hubo una predicción exitosa.
En la madrugada del 4 de febrero de 1975, las autoridades chinas dieron orden de evacuación para la ciudad de Haicheng, en base a la estimación de que allí muy probablemente ocurriría un terremoto. Se ha sostenido que esta predicción se basó en informes de cambios en el nivel del agua subterránea y del suelo a lo largo de los meses recientes, así como la observación generalizada del comportamiento inusual de los animales. Se declaró una alerta de bajo nivel por ciertos incrementos regionales de la sismicidad (con sismos que después se identificaron como precursores). Finalmente tanto las autoridades como la ciudadanía fueron puestas en alerta alta, emitiéndose una orden de evacuación en base a un nuevo aumento de la sismicidad. Aunque inicialmente se pensó que esta predicción en particular no era sino otra más en una secuencia reciente de falsas alarmas en los meses precedentes, entre las que se contaba un caso de un enjambre sísmico causado por el llenado de una represa, se procedió de todos modos a la evacuación de Haicheng, lo que en definitiva rindió frutos.
Aunque la evacuación fue exitosa en alejar a la casi totalidad de la población de Haicheng, no logró evitar del todo que se produjeran víctimas fatales. Cuando ocurrió el sismo principal a la 19:36, murieron 2041 personas, más de 27.000 resultaron heridas y miles de edificios colapsaron. Sin embargo, el número de víctimas fatales fue mucho menor que las 150.000 muertes que se estima habrían ocurrido de no haberse procedido a la evacuación. Esta fue la única evacuación exitosa de la población potencialmente afectada ante un terremoto devastador en la historia.
Entre los signos del avenimiento de un terremoto se contaron casos generalizados de comportamiento inusual de animales. En diciembre de 1974, aparecían ratas y culebras "congeladas" en calles y caminos. A partir de febrero de 1975, los informes de casos de este tipo se hicieron mucho más frecuentes. Las vacas y los caballos se veían inquietos y agitados. Las ratas parecían "borrachas", las gallinas se resistían a entrar en sus gallineros y los gansos tendían a elevar vuelo.
Aparte de los daños producidos en la provincia de Liaoning y sus alrededores, también se reportaron daños menores en Seúl, Corea del Sur. El sismo se sintió en el Krai de Primorie, Rusia y en Kyūshū, Japón.
En años recientes, el éxito en materia de predicción de terremotos se ha puesto en duda. Los sismólogos concuerdan en que el Terremoto de Haicheng no puede considerarse una especie de "prototipo" para la predicción de terremotos futuros, dado que los sismos precursores, que jugaron un rol destacado en la predicción de este terremoto, no constituyen un elemento regular ni confiable que se presente en vísperas de todos los terremotos. Sin embargo, Qi-Fu Chen, profesor investigador de la Administración Sismológica China en Beijing, explicó que este terremoto al menos "mostró la importancia de la educación del público", siendo necesario profundizar en la necesidad de informar al público acerca de los peligros, los preparativos y los signos premonitorios relacionados con los terremotos.